# Zeitschrift für Kristallographie – Crystalline Materials
Die Zeitschrift für Kristallographie – Crystalline Materials (abgekürzt Z. Kristallogr. – Cryst. Mater.) ist eine kristallographische Fachzeitschrift. Begründet wurde sie 1877 von Paul Heinrich von Groth. Sie erschien zunächst bis 1920/1925 unter dem Titel Zeitschrift für Krystallographie und Mineralogie, dann bis 1977 als Zeitschrift für Kristallographie, Kristallgeometrie, Kristallphysik, Kristallchemie in deutscher, und seit 1978 als Zeitschrift für Kristallographie in englischer Sprache.
Von 1913 bis 1939 erschienen sieben Ergänzungsbände mit dem Titel Strukturbericht, herausgegeben von Paul Peter Ewald und Carl Hermann, in denen neu bestimmte Kristallstrukturen bzw. Strukturtypen veröffentlicht wurden. Diese Reihe wurde ab 1947 als Structure Reports in den Acta Crystallographica fortgesetzt.
1997 wurde Zeitschrift für Kristallographie – New Crystal Structures als open-access-Zeitschrift und spin-off von Zeitschrift für Kristallographie gegründet. 2010 wurde zur besseren Unterscheidbarkeit der Name der Zeitschrift für Kristallographie in Zeitschrift für Kristallographie – Crystalline Materials geändert.
2012 lag der Impact Factor der Zeitschrift für Kristallographie bei 1,241. Damit belegte die Zeitschrift in der Statistik des Science Citation Index Rang 14 von 23 betrachteten Journals in der Kategorie „Kristallographie“.